# Георг Йохан I (Пфалц-Велденц)
Георг Йохан I фон Пфалц-Велденц (на немски: Georg Johann I von Pfalz-Veldenz, Georg Hans („Jerrihans“), der Scharfsinnige; * 11 април 1543; † 8 април 1592, Лютцелщайн) от фамилията Вителсбахи (линия Пфалц-Велденц), е пфалцграф на Пфалц-Велденц от 1544 до 1592 г. и граф на Лютцелщайн (Ла Петит-Пиер) от 1553 до 1592 г.

## Живот
Той е единственият син на Рупрехт фон Пфалц-Велденц (1506 – 1544) и съпругата му Урсула фон Залм-Кибург (1515 – 1601), дъщеря на вилд- и рейнграф Йохан VII цу Салм-Кирбург.
След смъртта на баща му през 1544 г. негови опекуни са братовчед му пфалцграф и херцог Волфганг фон Пфалц-Цвайбрюкен (1526 – 1569) и майка му Урсула, след нейната повторна женитба само Волфганг.
От 1557 до 1558 г. 14-годишният Георг Йохан е княжески ректор на Хайделбергския университет. След това той пътува в Германия, Полша и Швеция и през 1562 г. се жени в Стокхолм за шведската принцеса Анна Мария Шведска (1545 – 1610), дъщеря на шведския крал Густав I Васа, която му донася в брака 300 000 гулдена.
След като умира той оставя огромни задължения от 300 000 гулдена и вдовицата му трябва да се измести при роднини, за да може да изплати сумата. Георг Йохан и съпругата му са погребани в църквата на Лютцелщайн.

## Деца
Георг Йохан и Анна Мария Шведска имат децата:
- Георг Густав (1564 – 1634), пфалцграф фон Велденц

∞ 1. 1586 принцеса Елизабет фон Вюртемберг (1548 – 1592)
∞ 2. 1601 пфалцграфиня Мария Елизабет фон Цвайбрюкен (1581 – 1637)
- Анна Маргарета (*/† 1565)
- Анна Маргарета (1571 – 1621)

∞ 1589 херцог Райхард фон Пфалц-Зимерн (1521 – 1598)
- Урсула (1572 – 1635)

∞ 1585 херцог Лудвиг фон Вюртемберг (1554 – 1593)
- Йоханна Елизабет (1573 – 1601)
- Йохан Август (1575 – 1611), пфалцграф фон Лютцелщайн

∞ 1599 принцеса Анна Елизабет фон Пфалц-Зимерн (1549 – 1609)
- Лудвиг Филип (1577 – 1601), пфалцграф фон Гутенберг
- Мария Анна (*/† 1579)
- Катарина Урсула (1582 – 1595)
- Георг Йохан II (1586 – 1654), пфалцграф фон Гутенберг и Лютцелщайн

∞ 1613 пфалцграфиня Сузана фон Зулцбах (1591 – 1667)